# تيتنبول
تتنبول (بالدنماركية: Tetenbøl)‏ هي بلدية في مقاطعة شمال فريسلاند، في شليسفيغ هولشتاين ، ألمانيا .

## الجغرافيا
تقع تتنبول على بعد حوالي 8 كم شمال غرب تونينغ و 12 كم شمال شرق سانت بيتر أوردنج في شبه جزيرة إيديرستادت (Eiderstedt) .

## كنيسة

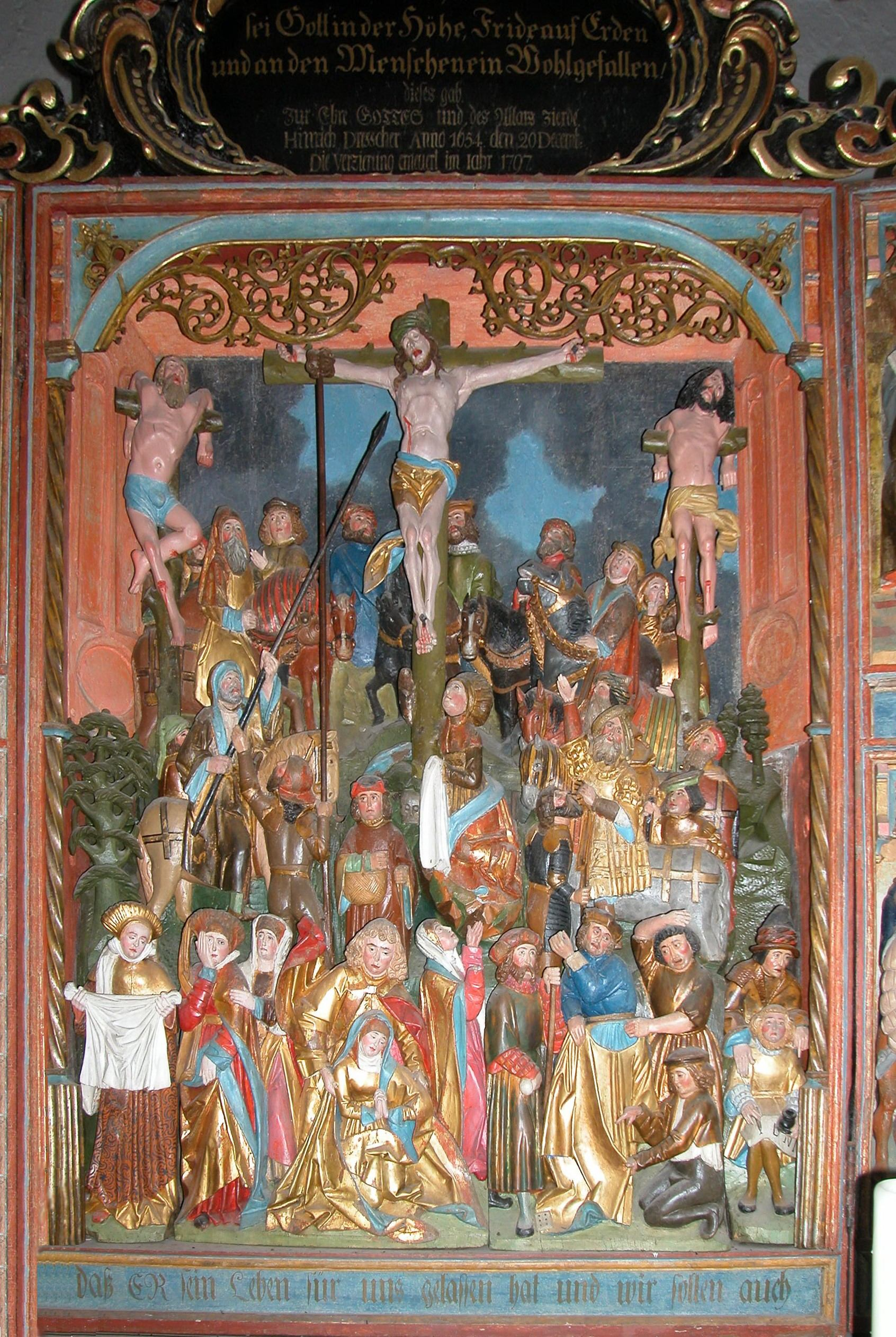
مذبح كنيسة القديسة آن

تم بناء أول كنيسة في تتنبول ، وهي كنيسة صغيرة، في عام 1113. تم بناء كنيسة القديسة آنا الحالية حوالي عام 1400 ، بعد سد تتنبولر كيرشينكووج (Tetenbüller Kirchenkoog). يزين السقف ذو العوارض الخشبية لوحة من القرن الثامن عشر تُظهر طريق المسيح. في المعرض الشمالي، الذي بُني عام 1612 ، هناك صور لـ 30 مشاهد من العهد القديم. 